# 2007 aux Territoires du Nord-Ouest
Chronologie des Territoires du Nord-Ouest
- 2003
- 2004
- 2005
- 2006
- 2007
- 2008
- 2009
- 2010
- 2011

Cette page concerne des événements d'actualité qui se sont produits durant l'année 2007 dans le territoire canadien des Territoires du Nord-Ouest.

## Politique

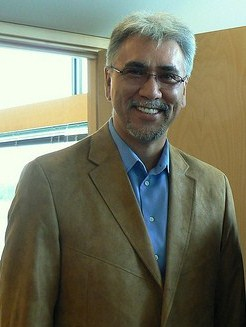
Floyd Roland

- Premier ministre : Joe Handley puis Floyd Roland
- Commissaire : Tony Whitford (en)
- Législature :

## Événements
- 13 mars : le recensement canadien de 2006 est soumis; la population du Canada s'élève à 31 612 897. Le recensement de 2006 inclut pour la première fois dans l'histoire canadienne les trois territoires (Yukon, Territoires du Nord-Ouest et le Nunavut) qui ont une population combinée de plus de 100 000 personnes.

- 1er octobre : élection générale dans les Territoires du Nord-Ouest Floyd Roland succède à Joe Handley.